# Гірські дощові ліси Шрі-Ланки
Гірські дощові ліси Шрі-Ланки (ідентифікатор WWF: IM0155) — індомалайський екорегіон тропічних та субтропічних вологих широколистяних лісів, розташований в центрі Шрі-Ланки. Він вирізняється високим видовим різноманіттям та рівнем ендемізму. Тут зустрічається більшість всіх ендемічних видів рослин та хребетних тварин Шрі-Ланки.

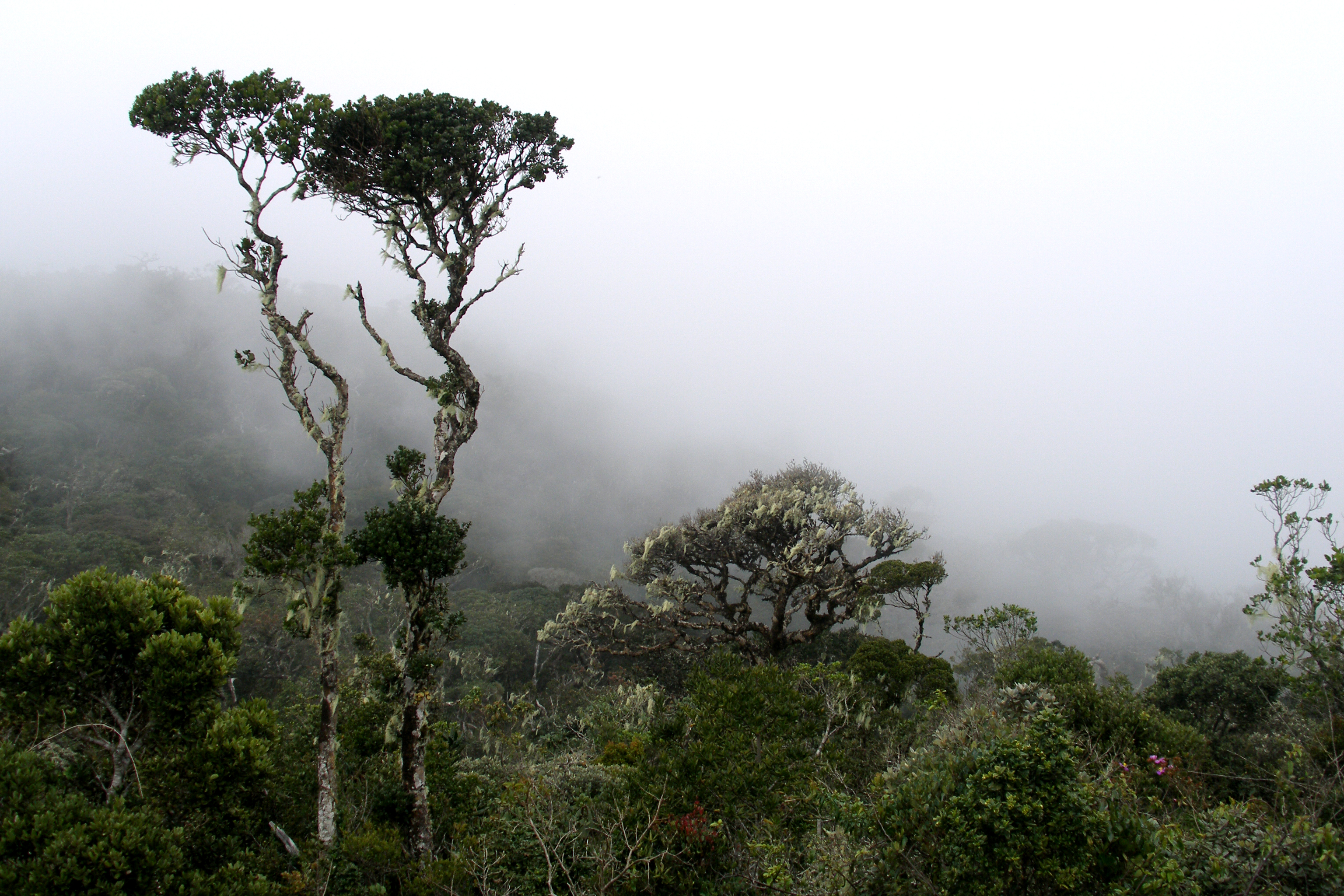
Рододендроновий хмарний ліс на плато Гортона

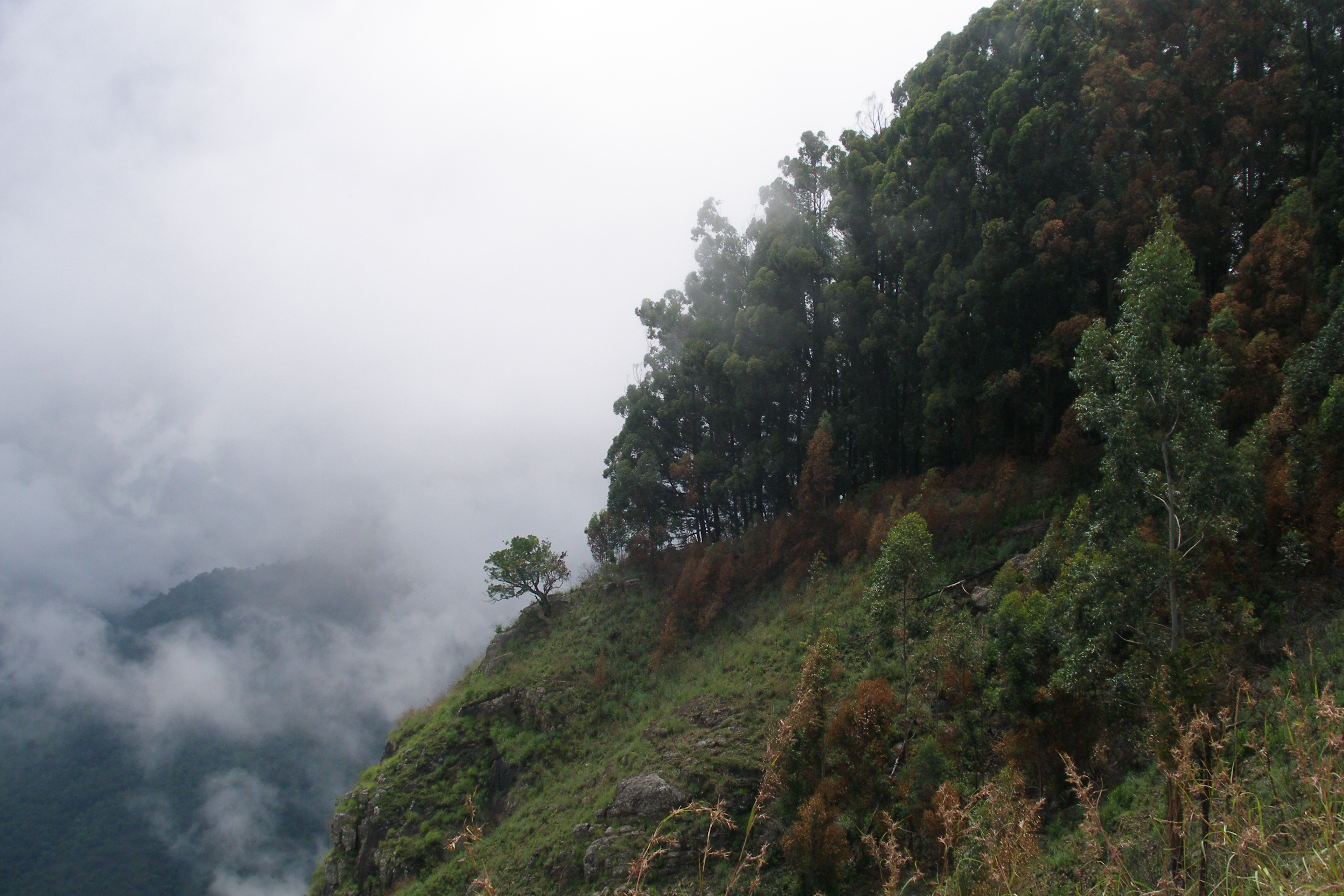
Хмарний ліс на Шрі-Ланці

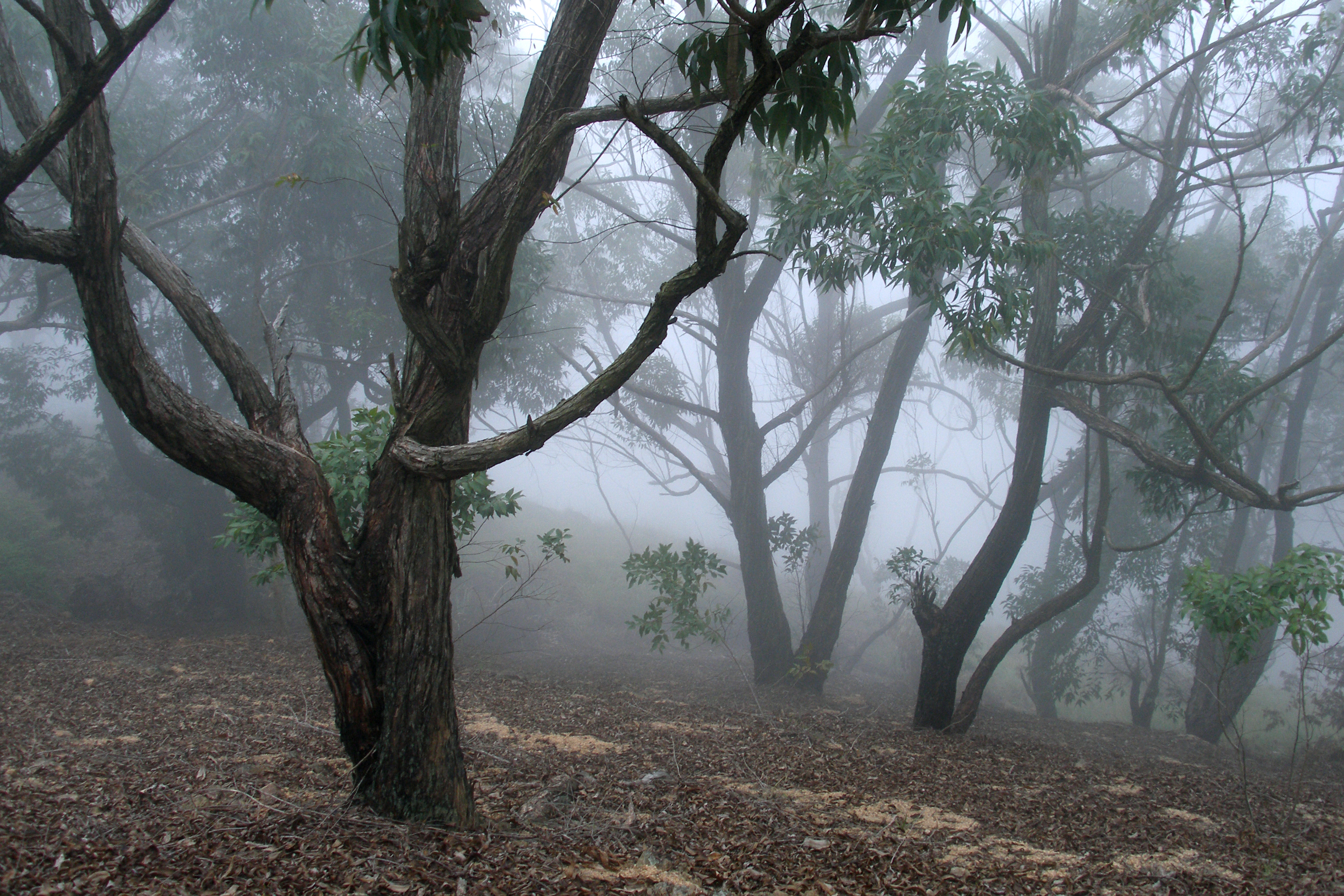
Хмарний ліс на Шрі-Ланці

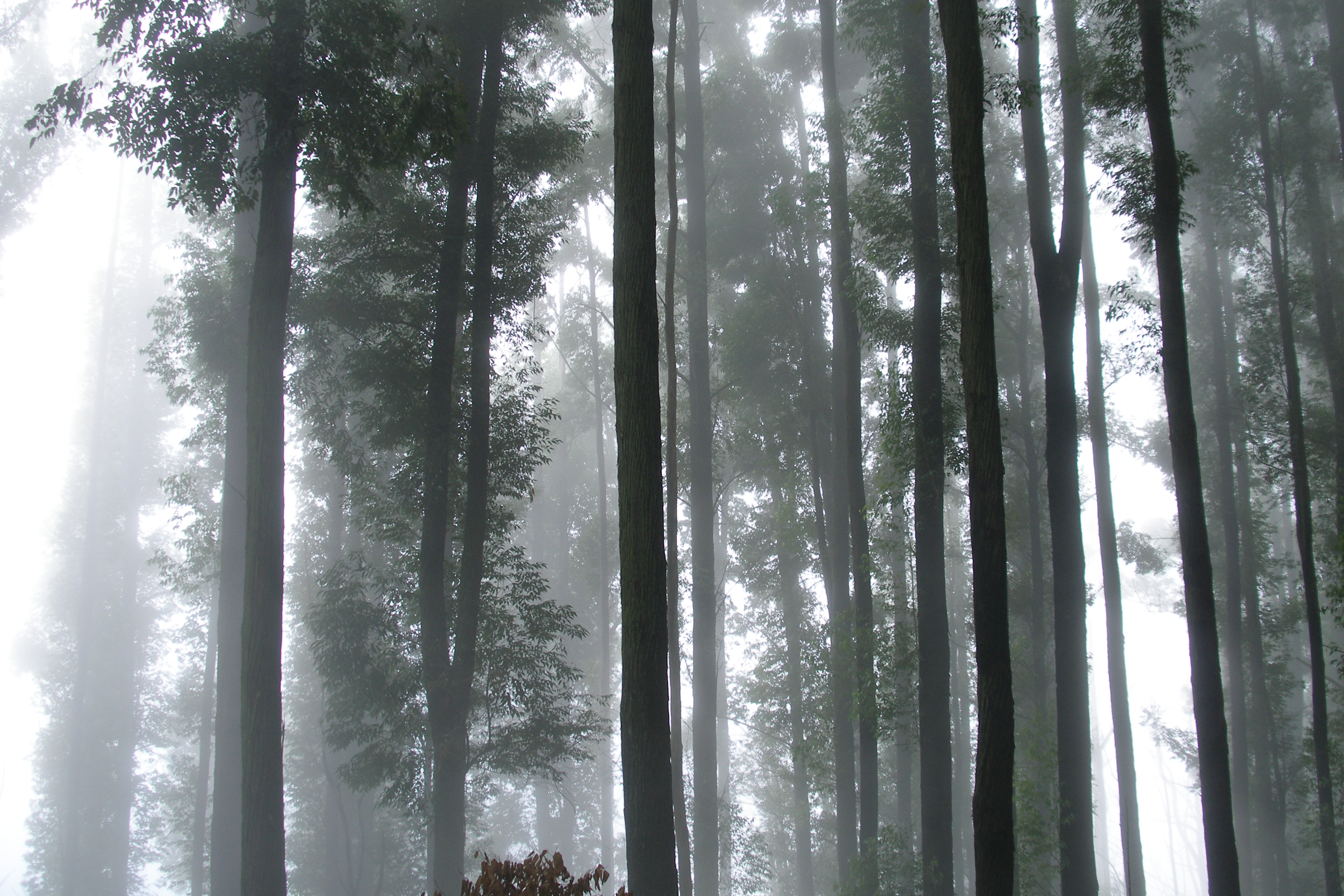
Хмарний ліс на Шрі-Ланці

## Географія
Екорегіон гірських дощових лісів Шрі-Ланки охоплює гірські райони в центральній частині острова Шрі-Ланка, розташовані на висоті понад 1000 м над рівнем моря. Середня висота Центрального нагір'я становить приблизно 1800 м над рівнем моря, хоча висота деяких гірських вершин становить понад 2500 м, а висота гори Підуруталагала, найвищої гори острова, становить 2524 м. Середня висота гір Наклз, розташованих на північ від Центрального нагір'я, становить 1500 м, а найвищі вершини цих гір досягають висоти 1800 м. В горах екорегіону беруть початок більшість великих річок Шрі-Ланки. Переважають червоно-жовті підзолисті ґрунти.
На більш низьких висотах екорегіон переходить у сухі вічнозелені ліси Шрі-Ланки, поширені на більшій частині острова, та у рівнинні дощові ліси Шрі-Ланки, поширені на південному заході острова.

## Клімат
На більшій частині екорегіону переважає екваторіальний клімат (Af за класифікацією кліматів Кеппена), а на найвищих гірських вершинах — високогірний субтропічний клімат (Cfb за класифікацією Кеппена). Середні температури в екорегіоні коливаються від 15 до 20 °C. Вони є нижчими, ніж на навколишніх рівнинах, і знижуються зі збільшенням висоти. Взимку (з грудня по лютий) вранці часто трапляються заморозки і утворюється іній. Середньорічна кількість опадів в екорегіоні коливається від 2500 до 5000 мм. Більшість опадів випадає разом з південно-західним мусоном, який дме з травня по вересень, однак північно-східний мусон, який дме з грудня по березень, також сприяє високій кількості опадів.

## Флора
Широкий висотний діапазон екорегіону призвів до формування різних рослинних угруповань, які відрізняються залежно від клімату та висоти над рівнем моря. 
У передгір'ях Центрального нагір'я поширені вологі тропічні ліси, де переважають різні види шорей (Shorea spp.), калофіллумів (Calophyllum spp.) та сизигіумів (Syzygium spp.), а також палаквіумів (Palaquium spp.) та калленій (Cullenia spp.). Серед дерев, що зустрічаються в передгірських лісах, слід відзначити шорею Гарднера (Shorea gardneri), трапецієлисту шорею (Shorea trapezifolia), цейлонський хомаліум (Homalium ceylanicum), калабовий калофіллум (Calophyllum calaba), повстистий калофіллум (Calophyllum tomentosum), найкрасивіший калофіллум (Calophyllum pulcherrimum), пальчастий мускатник (Myristica dactyloides), криптокарію Вайта (Cryptocarya wightiana) та кассієву неоліцею (Neolitsea cassia).
В гірських лісах, поширених на висоті понад 1500 м над рівнем моря, переважають різні види сизигіумів (Syzygium spp.), гордоній (Gordonia spp.), мікелій (Michelia spp.) та елеокарпусів (Elaeocarpus spp.). Дерева в цих лісах вкриті численними епіфітами, зокрема орхідеями, а також мохами та папоротями з родини Hymenophyllaceae. В підліску цих лісів переважають різні види стробліантів (Strobilanthes spp.), а також коричників (Cinnamomum spp.), ліцей (Litsea spp.), неоліцей (Neolitsea spp.), симплокосів (Symplocos spp.), семекарпусів (Semecarpus spp.), караллій (Carallia spp.), гарциній (Garcinia spp.) та маситиксій (Mastixia spp.)
В гірських лісах екорегіону домінують представники родин Лаврові (Lauraceae), Миртові (Myrtaceae), Клузієві (Clusiaceae) та Симплокові (Symplocaceae). В лісах, що ростуть на схилах гори Шріпада, переважають ендемічні стемонопоруси (Stemonoporus spp.) з родини діптерокарпових (Dipterocarpaceae). 
На найвищих висотах екорегіону поширені хмарні ліси та високогірні савани, де ростуть різні види рододендронів (Rhododendron spp.). На вологих високогірних луках ростуть різноманітні вогнестійкі та холодостійкі трави.
Флора гірського хребта Наклз відрізняється від флори Центрального нагір'я. У вологих тропічних лісах, що ростуть на схилах цих гір, переважають різні види калофіллумів (Calophyllum spp.), а у високогір'ях, де домінує субтропічний клімат, зустрічаються різні види мускатників (Myristica spp.), калленій (Cullenia spp.), аглай (Aglaia spp.) та ліцей (Litsea spp.).
Екорегіон вирізняється високим флористичним різноманіттям та рівнем ендемізму. Понад 34 % ендемічних дерев, кущів та трав Шрі-Ланки обмежені високогір'ями цього екорегіону.

## Фауна
Серед великих ссавців, поширених в екорегіоні, слід відзначити рідкісних ланкійських леопардів (Panthera pardus kotiya), найбільших хижаків Шрі-Ланки, які полюють на індійських замбарів (Rusa unicolor). На високогірних луках раніше зустрічалися стада цейлонських слонів (Elephas maximus maximus), однак наразі їх популяції значно скоротилися або повністю вимерли. Серед майже ендемічних ссавців, поширених в екорегіоні, слід відзначити рудого стрункого лорі (Loris tardigradus), цейлонського макаку (Macaca sinica), пурпуроволобого лангура (Semnopithecus vetulus), ланкійського двокольорового пацюка (Srilankamys ohiensis), пальмову білку Леярда (Funambulus layardi), цейлонську колючу мишу (Mus fernandoni) та золотистого мусанга (Paradoxurus zeylonensis). Ендеміками екорегіону є ланкійські гірські пацюки (Rattus montanus), цейлонські мишечки (Vandeleuria nolthenii), цейлонські білозубки (Crocidura miya), ланкійські білозубки (Crocidura hikmiya), цейлонські пазуристі землерийки (Solisorex pearsoni), пазуристі землерийки Келаарта (Feroculus feroculus) та ланкійські сункуси (Suncus fellowesgordoni).
Серед майже ендемічних птахів, поширених в екорегіоні, слід відзначити цейлонську курку (Gallus lafayettii), цейлонську куріпку-шпоронога (Galloperdix bicalcarata), цейлонського голуба (Columba torringtoniae), вінаго-помпадура (Treron pompadora), цейлонського токо (Ocyceros gingalensis), зеленошийого папугу (Psittacula calthrapae), цейлонського кориліса (Loriculus beryllinus), багрянокрилого дзьобака (Chrysocolaptes stricklandi), кармінового дзьобака (Dinopium psarodes), жовтолобого бородастика (Psilopogon flavifrons), малабарського бородастика (Psilopogon rubricapillus), білогруду малкогу (Phaenicophaeus pyrrhocephalus), цейлонського сичика-горобця (Glaucidium castanotum), цейлонську кіту (Urocissa ornata), цейлонського окулярника (Zosterops ceylonensis), цейлонського бео (Gracula ptilogenys), цейлонського шпака (Sturnornis albofrontatus), цейлонську мухоловку (Eumyias sordidus), цейлонську ластівку (Cecropis hyperythra), цейлонського бюльбюля (Pycnonotus penicillatus), острівного бюльбюля (Rubigula melanicterus), цейлонського дронго (Dicrurus lophorinus), цейлонського квічаля (Geokichla spiloptera), буроголового баблера (Pellorneum fuscocapillus) та цейлонську тимелію-криводзьоба (Pomatorhinus melanurus). Цейлонські куцокрили (Elaphrornis palliseri), цейлонські аренги (Myophonus blighi) та паркові квічалі (Zoothera imbricata) є ендеміками екорегіону.
Герпетофауна екорегіону вирізняється значним різноманіттям та рівнем ендемізму. Серед харктерних ендеміків екорегіону слід відзначити рогоносих агам з роду Ceratophora.

## Збереження
Протягом останніх двох століть значна частина лісів екорегіону була знищена. У 1990-2005 роках Шрі-Ланка демонстувала один з найшвидших темпів вирубки первинних лісів у світі. За цей період країна втратила понад 18 % свого лісового покриву. На місці лісів створювалися чайні та кавові плантації. Хоча "цейлонський чай" став світовим брендом, вирубка лісів призвела до значного зменшення біорізноманіття екорегіону та до вимирання багатьох видів.
Оцінка 2017 року показала, що 535 км², або 9 % екорегіону, є заповідними територіями. Природоохоронні території включають Природний заповідник Хакгала, Заповідник гори Шріпада та Національний парк Плато Гортона.